# Hengstfeld
Hengstfeld ist ein Ortsteil und ein Dorf der Gemeinde Wallhausen im Landkreis Schwäbisch Hall in Baden-Württemberg. Es liegt zwei Kilometer nordwestlich von Wallhausen. Der Ortsteil war bis zum 1. Juli 1974 eine selbständige Gemeinde und umfasst auch die Weiler Asbach, Roßbürg und Schönbronn.

## Geographie
Das Dorf Hengstfeld liegt auf Höhen um 450 m ü. NHN etwa zweieinhalb Kilometer ostnordöstlich des Gemeindesitzes Wallhausen an der L 2247 von Wallhausen über Hengstfeld nach Michelbach an der Lücke am rechten Ufer des hier noch Brettach genannten und südwärts laufenden Weidenbachs. Durch den Ort mündet in ihn von Westen her der Beundgraben, an seinem Südrand entlang der ebenfalls von Westen kommende Balbach. Das Dorf und der überwiegende Teil der Gemarkung liegen, naturräumlich gesehen, im Unterraum Michelbacher Bucht der Hohenloher Ebene, einer der Randbuchten der Frankenhöhe, die sich ungefähr an der nahen Landesgrenze zu Bayern im Osten zu erheben beginnt. In den Tallagen steht der Lettenkeuper (Erfurt-Formation) an, auf den Höhen der Gipskeuper (Grabfeld-Formation), teilweise auch Hohenloher Feuersteinschotter, ein von ansonsten erodiertem höherem Keupergestein zurückgebliebene Restschicht.
Die wellig-hügelige Gemarkungsfläche liegt im Höhenbereich von etwa 439–475 m ü. NHN., sie ist, einige Waldinseln ausgenommen, zumeist offen und steht außerhalb der Siedlungsweichbilder überwiegend unterm Pflug.
Ein sehr kleiner Randstreifen der Gemarkung im Norden entwässert zur obersten Tauber, die übrige zum unterhalb von Wallhausen nach seinem Südbogen meist versickernden Weidenbach bzw. zu dessen oberirdischer Fortsetzung Reinach, welche letztlich über die Brettach die Jagst speist.
Der alte Ortskern erstreckt sich entlang der hier auf einem Hügelkamm laufenden Landesstraße 2247 lange von West nach Ost, mit der sich im Ortsbereich versetzt die K 2503 kreuzt, die von Asbach im Norden nach Satteldorf-Triftshausen im Südwesten führt und deren zwei Abgängen von der dörflichen Hauptstraße ebenfalls kurze schon ältere Straßenzeilen folgen. Im wenig Abstand vom übrigen Ort liegt nördlich des Beundgrabens ein neueres Siedlungsgebiet.
Zu Hengstfeld gehören die drei Weiler
- Asbach etwa einen Kilometer nördlich
- Roßbürg etwa zwei Kilometer nordnordwestlich und
- Schönbronn etwa anderthalb Kilometer nordöstlich,

jeweils in Luftlinie von der Ortsmitte Hengstfels aus gemessen.

## Geschichte
Für die Gemarkung Hengstfeld ist eine vorrömische und frühmittelalterliche Siedlungstätigkeit belegt. Eine Siedlungskontinuität kann nicht nachgewiesen werden.
Hengstfeld wird 1230 als „Hengesfelt“ erstmals überliefert, als die Herren von Hengstfeld in einer Urkunde genannt werden. Vom Siedlungskern an der Kirche und der nördlich davon gelegenen Niederadelsburg aus wuchs Hengstfeld als typisches Zeilendorf entlang der Durchgangsstraße nach Westen und Osten. Lediglich in Richtung Süden fand noch eine Erweiterung um wenige Häuser statt. Die Wohnplätze Bach, Hart und Siechheim dürften wohl im ausgehenden Mittelalter abgegangen sein.
Die Pfarrei in Hengstfeld wird erstmals 1285 erwähnt, zu ihr zählten auch die Weiler Asbach und Schönbronn. Der heutige Bau der evangelischen Lambertuskirche wurde 1837 errichtet, aus dem Mittelalter ist nur der untere Teil des ehemaligen Chorturms erhalten. 1901 wurde der Turm zur jetzigen Höhe aufgestockt.
Die Grundherrschaft lag bis zum Ende des Heiligen Römischen Reichs in verschiedenen Händen, darunter bei den Herren von Wollmershausen, die jedoch 1708 ausstarben, so dass deren Anteil an den Lehensherrn, das Hochstift Würzburg, zurückkam. Auch Familien aus Crailsheim waren an der Grundherrschaft beteiligt. Die Landesherrschaft und Hochgerichtsbarkeit beanspruchte das Fürstentum Ansbach, so dass Hengstfeld 1791 mit dem Aussterben der Markgrafen von Ansbach an das Königreich Preußen fiel. Als Folge der Niederlage im Vierten Koalitionskrieg gegen Frankreich musste Preußen 1806 auf Grund der Bestimmungen im Frieden von Tilsit erheblichen Besitz auch an das Königreich Bayern abtreten, und somit Hengstfeld für einige Jahre bayerisch war. Mit dem Grenzvertrag von 1810 wurde Hengstfeld an das Königreich Württemberg abgetreten und kam zum Oberamt Gerabronn, 1938 zum Landkreis Crailsheim und am 1. Januar 1973 zum heutigen Landkreis Schwäbisch Hall. Am 1. Juli 1974 wurde Hengstfeld im Zuge der Gemeindereform in Baden-Württemberg nach Wallhausen eingemeindet.

### Jüdische Gemeinde
Siehe: Jüdische Gemeinde Hengstfeld und Synagoge (Hengstfeld)

## Söhne des Ortes
- Adolf Jandorf (1870–1932), Kaufmann und Inhaber einer Warenhauskette. Gründer des Berliner Kaufhauses KaDeWe.
- Wilhelm Ströbel (1870–1952), Landwirt und Politiker

### LUBW
Amtliche Topographische Karte mit passendem Ausschnitt und den hier benutzten Layern: Hengstfeld und Gemarkung

Allgemeiner Einstieg ohne Voreinstellungen und Layer: Daten- und Kartendienst der Landesanstalt für Umwelt Baden-Württemberg (LUBW) (Hinweise)
1. 1 2  Höhe nach dem Höhenlinienbild auf dem Hintergrundlayer Topographische Karte.
2. ↑  Entfernung abgemessen auf dem Hintergrundlayer Topographische Karte.

### Andere Belege
1. ↑  Wolf-Dieter Sick: Geographische Landesaufnahme: Die naturräumlichen Einheiten auf Blatt 162 Rothenburg o. d. Tauber. Bundesanstalt für Landeskunde, Bad Godesberg 1962. → Online-Karte (PDF; 4,7 MB)
2. ↑  Geologie nach den Layern zu Geologische Karte 1:50.000 auf: Mapserver des Landesamtes für Geologie, Rohstoffe und Bergbau (LGRB) (Hinweise)